# Adriano Garrido
Francismar Adriano Dias Garrido (Garanhuns, 30 de novembro de 1972), mais conhecido como Adriano Garrido, é um ex-jogador brasileiro de voleibol de praia que ganhou medalha de prata nos Jogos Pan-Americanos de Winnipeg 1999, ao lado de Lula Barbosa.

## Carreira
Iniciou no voleibol de quadra (indoor)  e migrou para o vôlei de praia. Também atuou na Espanha e sagrou-se hexacampeão do circuito nos anos de 1995, 1997, 1998, 2000, 2001 e 2002.Foi medalhista de prata nos Jogos Pan-Americanos de Winnipeg em 1999.
Desde 1993 compos dupla com Lula Barbosa quando termina na quarta posição na edição do Circuito Brasileiro de Vôlei de Praia, sendo vice-campeões na edição de 1994, terceiros colocados em 1995.
No Circuito Brasileiro de 1996 esteve ao lado de Lula Barbosa quando terminaram na quarta posição e alcançaram o título no ano de 1997, terminando com o vice-campeonato em 1998 e ainda terminaram na terceira posição na edição de 2002. Em 2001 disputou o Circuito Mundial ao lado de Márcio Araújo.
Em 2006 com Lula Barbosa venceram a etapa satélite de Lausana pelo Circuito Mundial, e foi eleito melhor levantador do Circuito Brasileiro de Vôlei de Praia. Em 2008  atuou ao lado de Hevaldo Moreira na etapa Challenger de Aracaju terminando na terceira posição  e o quarto lugar na etapa de João Pessoa.  
Em 2009 forma dupla com Benjamin Insfran e terminam na quarta posição na etapa de Fortaleza pelo Circuito Brasileiro terminando na nona colocação geral. Aposentou-se em 2012 e a partir de 2014 assume o comando técnico da Seleção Paraguaia, nomeado pelo Comitê Olímpico como melhor técnico na cerimônia intitulada de Gala Olímpica.

## Títulos e resultados
- Etapa Satélite de Lausana do Circuito Mundial de Vôlei de Praia:2006
- Etapa Challenge de Viñ del Mar do Circuito Mundial de Vôlei de Praia:1998
- Circuito Espanhol de Vôlei de Praia:1995, 1997, 1998, 2000, 2001 e 2002
- Circuito Brasileiro de Vôlei de Praia:1997
- Circuito Brasileiro de Vôlei de Praia:1994 e 1998
- Circuito Brasileiro de Vôlei de Praia:1995 e 2002
- Circuito Brasileiro de Vôlei de Praia:1993 e 1996
- Etapa de Fortaleza do Circuito Brasileiro de Voleibol de Praia Open:2009
- Etapa de João Pessoa do Circuito Brasileiro de Voleibol de Praia Open:2008[12]
- Etapa de Aracaju do Circuito Brasileiro de Voleibol de Praia - Challenger:2008[11]

## Premiações individuais
- Melhor Levantador do Circuito Brasileiro de Vôlei de Praia de 2006